# التچندراف
التچندراف (به فرانسوی: Alteckendorf) یک کمون در فرانسه است که در Canton of Hochfelden واقع شده‌است.

## خصوصیات
التچندراف ۵٫۷۲ کیلومترمربع مساحت و ۷۳۳ نفر جمعیت دارد.